# Гідрогазодинаміка підземна
Гідрогазодинаміка підземна (рос. гидрогазодинамика подземная; англ. underground hydrogas dynamics; subsurface (underground) hydrogasdynamics; нім. Reservoirmechanik f) ― наука про рух рідин, газів та їх сумішей у пористих і тріщинуватих середовищах (ґрунтах та гірських породах); розділ гідродинаміки. Предмет вивчення підземної гідрогазодинаміки ― рух природних рідин і газів, що знаходяться в пластах, під дією природних сил і техногенних факторів.  
Підземна гідрогазодинаміка вивчає: рух ґрунтових вод, підземних вод при розробці родовищ корисних копалин; витіснення нафти водою або газом, що виділяється з нафти, при розробці нафтових родовищ; рух газу в газових та вугільних пластах; процеси переміщення (міграції) природних флюїдів, що ведуть до утворення родовищ нафти й газу, а також руд, які кристалізуються із водних розчинів. 